# Erica Magnaldi
Erica Magnaldi (* 24. August 1992 in Cuneo) ist eine italienische Radrennfahrerin.

## Sportlicher Werdegang
Magnaldi betrieb zunächst Skilanglauf und nahm für Italien an der Winter-Universiade 2013 teil. Da sie jedoch keine professionelle Karriere erreichen konnte, nahm sie ein Medizin-Studium an der Universität Turin auf, das sie 2018 erfolgreich abschloss. Während des Studiums nahm sie den Radsport auf und fuhr für die Amateurmannschaft De Rosa Santini. Nach guten Ergebnissen bei Granfondos wie dem Maratona dles Dolomites erhielt sie Angebote von Profi-Teams und unterzeichnete im September 2017 einen Vertrag bei BePink Cogeas. 2018, in ihrer ersten vollen Saison und während sie zugleich noch studierte, erzielte sie ihren ersten Elite-Sieg bei einer Etappe der Tour Cycliste Féminin International de l’Ardèche.
Sie etablierte sich in der Folge als gute Bergfahrerin mit mehrfachen Top-10-Resultaten bei großen Etappenrennen, so wurde sie beim Giro d’Italia Donne 2019 Zehnte, 2022 Achte und 2023 Fünfte. In der Vuelta Femenina 2023 wurde sie Achte. Sie nahm an den ersten beiden Ausgaben der Tour de France Femmes teil und erreichte die Plätze 18 bzw. 13. Bei der Setmana Ciclista Valenciana holte sie 2022 die Bergwertung. 2025 gewann sie mit dem Grand Prix de Chambéry ein steigungsreiches Eintagesrennen.
Magnaldi wurde erstmals 2018 bei einer Weltmeisterschaft in die italienische Nationalmannschaft berufen und vertrat ihr Land seitdem mehrfach.

## Erfolge
2018
eine Etappe Tour Cycliste Féminin International de l’Ardèche
 Mittelmeerspiele 2018 (Straßenrennen)
2022
Bergwertung Setmana Ciclista Valenciana
2025
Grand Prix de Chambéry